# Шмид, Шанталь
Шанта́ль Шмид (нем. Chantal Schmid) — швейцарская кёрлингистка.
В составе смешанной сборной Швейцарии бронзовый призёр чемпионата мира 2022). Чемпион Швейцарии среди смешанных команд.
В «классическом» кёрлинге (команда из четырёх человек одного пола) играет в основном на позиции второго.

## Достижения
- Чемпионат мира по кёрлингу среди смешанных команд: бронза (2022).
- Чемпионат Швейцарии по кёрлингу среди смешанных команд: золото (2022).

## Команды
| Сезон                                          | Четвёртый   | Третий           | Второй       | Первый          | Запасной            | Турниры   |
| ---------------------------------------------- | ----------- | ---------------- | ------------ | --------------- | ------------------- | --------- |
| 2012—13                                        | Урси Хегнер | Nina Ledergerber | Шанталь Шмид | Claudia Baumann |                     |           |
| 2013—14                                        | Урси Хегнер | Nina Ledergerber | Шанталь Шмид | Claudia Baumann | Sarah Vogel         |           |
| Кёрлинг среди смешанных команд (mixed curling) |             |                  |              |                 |                     |           |
| 2021—22                                        | Ив Хесс     | Урси Хегнер      | Симон Хён    | Шанталь Шмид    |                     | ЧШСК 2022 |
| 2022—23                                        | Ив Хесс     | Урси Хегнер      | Симон Хён    | Шанталь Шмид    | тренер: Sacha Martz | ЧМСК 2022 |

(скипы выделены полужирным шрифтом)